# هنا يسري
هنا يسري (10 مارس 1993 -) هي مغنية وممثلة مصرية.

## حياتها ونشأتها
هنا إبراهيم يسري ولدت في القاهرة 10 مارس 1993، وهي أبنة الممثل إبراهيم يسري وشقيقة الممثل محمد يسري، درست هنا في مجال التسويق بأحد الجامعات الخاصة.

## مسيرتها
بدأت هنا النشاط الفني بعد رحيل والدها وكانت في سن السادسة عشر من عمرها،
بسبب حث والدها بالعمل خارج الوسط الفني،
تتلمذت على يد المغنية سميرة سعيد،
بدأت هنا النشاط الفني سنة 2017، شاركت بالتمثيل في عدد من الأعمال الفنية، منها: مسلسل العيلة دي عام 2022، ومسلسل الثمانية عام 2022.
زادت شهرة هنا بعد غنائها «بنت ابويا» في مسلسل «موضوع عائلي»، والمشاركة بدويتو غني مع مدحت صالح أمام الرئيس المصري عبد الفتاح السيسي خلال حضوره باحتفالية المرأة المصرية.
قدم أول ألبوم لها في بداية سنة 2024، مع تعاقد شركة سوني للترفيه الموسيقي على إنتاج ألبوم كامل يتضمن عشرة اغنيات متنوعة، بعنوان (لو سامحنا)

## أعمالها

### غناء
قدمت هنا أكثر من ثلاثين أغنية منفردة، بالإضافة إلى ديو مع عدة مطربين.قدم أول ألبوم لها في بداية سنة 2024، مع تعاقد شركة سوني للترفيه الموسيقي على إنتاج ألبوم كامل يتضمن عشرة اغنيات متنوعة، بعنوان (لو سامحنا)، طرح أولى أغنيات هذا الألبوم بعنوان (لو سامحنا) في 17 فبراير 2024، من كلمات محمد الشافعي وألحان إسلام رفعت وتوزيع ماهر الملاخ، وتصوير الفيديو كليب من إخراج نضال هاني.

## جوائز
- حصلت على جائزة التميز والإبداع من مهرجان الفضائيات العربية، عن أغنية بنت أبويا.[10]
- جائزة أفضل مطربة شابة بحفل توزيع جوائز دير جيست.[11]